# Abram Room
Abram Matvejevitj Room (ryska: Абра́м Матве́евич Ро́ом, född som Abram Mordchelevitj Rom (Romm)) den 28 juni 1894 i Vilna, Kejsardömet Ryssland, död 26 juli 1976 i Moskva, Sovjetunionen, var en sovjetisk filmregissör och manusförfattare.

## Filmografi (urval)

### Regi
- 1926 - Buchta smerti [5][6]
- 1927 – Säng och soffa
- 1965 – Granatarmbandet
- 1970 – Tsvety zapozdalye

### Manus
- 1927 – Säng och soffa
- 1965 – Granatarmbandet
- 1970 – Tsvety zapozdalye
- 1978 – Fiender [7]